# Diego Lainez (voetballer)
Diego Lainez Leyva (Villahermosa, 9 juni 2000) is een Mexicaanse voetballer die doorgaans als aanvaller speelt. De Mexicaanse international speelt sinds juni 2022 voor SC Braga, dat hem huurt bij Real Betis. Zijn oudere broer Mauro Laínez is ook voetballer.

## Carrière

### Clubvoetbal
Lainez speelde net als zijn broer eerst in de jeugd van Pachuca, maar kwam vanaf de junioren tot dertien jaar uit voor Club América. Hiervoor debuteerde hij op 2 maart 2017 op zestienjarige leeftijd in het eerste elftal. Hij viel die dag in de zestigste minuut in voor Gerson Torres tijdens een met 2–1 verloren wedstrijd in het toernooi om de Copa MX, uit tegen Santos Laguna. Lainez' debuut in de Primera División volgde drie dagen later. Hij viel toen in de 46e minuut in voor José Daniel Guerrero, uit tegen Club León (1–1). Lainez kreeg op 13 april 2017 voor het eerst een basisplaats. Hij begon die dag als rechtshalf in een met 1–0 gewonnen competitiewedstrijd thuis tegen Necaxa. In totaal speelde hij vijftig officiële wedstrijden voor Club América. Daarin was hij goed voor vijf treffers en drie assists.

### Interlandcarrière
Lainez nam in 2017 met Mexico –17 deel aan het WK –17. Hij speelde alle vier de wedstrijden die zijn ploeg meedeed. Hij scoorde twee keer in de met 3–2 verloren groepswedstrijd tegen de latere toernooiwinnaar Engeland –17. Zijn teamgenoten en hij verloren in de achtste finale met 2–1 van Iran –17. Lainez  debuteerde in 2018 in Mexico –17 en op 8 september 2018 in het Mexicaans voetbalelftal . Hij viel die dag in de 66e minuut in voor Elías Hernández tijdens een met 1–4 verloren oefeninterland tegen Uruguay.

## Clubstatistieken
| Seizoen     | Club         | Competitie       | Competitie | Competitie | Beker | Beker | Internationaal | Internationaal | Totaal | Totaal |
| Seizoen     | Club         | Competitie       | Wed.       | Dlp.       | Wed.  | Dlp.  | Wed.           | Dlp.           | Wed.   | Dlp.   |
| ----------- | ------------ | ---------------- | ---------- | ---------- | ----- | ----- | -------------- | -------------- | ------ | ------ |
| 2016/17     | Club América | Primera División | 9          | 0          | 2     | 0     | —              | —              | 11     | 0      |
| 2017/18     | Club América | Primera División | 15         | 0          | 6     | 0     | 1              | 0              | 22     | 0      |
| 2018/19     | Club América | Primera División | 15         | 5          | 3     | 0     | —              | —              | 18     | 5      |
| Club totaal | Club totaal  | Club totaal      | 39         | 5          | 11    | 0     | 1              | 0              | 51     | 5      |
| 2018/19     | Real Betis   | Primera División | 12         | 0          | 2     | 0     | 2              | 1              | 16     | 1      |
| 2019/20     | Real Betis   | Primera División | 15         | 0          | 3     | 1     | –              | –              | 14     | 1      |
| 2020/21     | Real Betis   | Primera División | 21         | 0          | 4     | 0     | –              | –              | 25     | 0      |
| 2021/22     | Real Betis   | Primera División | 7          | 0          | 2     | 2     | 4              | 0              | 13     | 2      |
| Club totaal | Club totaal  | Club totaal      | 54         | 0          | 11    | 3     | 6              | 1              | 72     | 4      |
| 2022/23     | → SC Braga   | Primeira Liga    | 4          | 1          |       |       | 1              | 0              | 5      | 1      |

Bijgewerkt t/m 10 september 2022

## Erelijst
| Competitie       | Aantal       | Jaren        |
| Club América     | Club América | Club América |
| ---------------- | ------------ | ------------ |
| Liga MX Apertura | 1x           | 2018/19      |
| Real Betis       |              |              |
| Spaanse beker    | 1x           | 2021/22      |

1 Silva ·
2 Bellerín ·
3 Llorente ·
4 Cardoso ·
5 Bartra ·
6 Natan ·
7 Juanmi ·
8 Roque ·
9 Ávila ·
10 Abde ·
11 Bakambu ·
12 Rodríguez ·
13 Adrián ·
14 Carvalho ·
15 Perraud ·
16 Altimira ·
18 Fornals ·
19 Losada ·
20 Lo Celso ·
21 Roca ·
22 Isco ·
23 Sabaly ·
24 Ruibal ·
25 Vieites ·
38 Diao ·
Coach: Pellegrini